# Condado de Ida
O Condado de Ida é um dos 99 condados do estado norte-americano de Iowa. A sede do condado é Ida Grove, que é também a sua maior cidade. O condado tem uma área de 1119 km² (dos quais 1 km² está coberto por água), uma população de 7837 habitantes, e uma densidade populacional de 17 hab/km² (segundo o censo nacional de 2000). O condado foi fundado em 1851 e recebeu o seu nome a partir do Monte Ida, na ilha de Creta, Grécia.